# Renault Laguna
O Laguna foi um modelo sedan de porte médio da Renault. Teve também uma station wagon chamada Laguna Nevada.
O Laguna não foi fabricado no Brasil, mas foi vendido como importado no país (a partir da França e da Argentina) entre 1996 e 2002. Não obteve sucesso numérico em vendas no Brasil, mas serviu para divulgar a capacidade tecnológica da marca e alavancar vendas de modelos mais baratos, como o Clio e o Mégane (este, outro que nunca chegou a "pegar" realmente no Brasil). Sua propaganda alardeava que "o Laguna tem tudo o que a tecnologia de última geração pode colocar em carro. Ele é tão completo, que só falta falar. Alias, nem isso. Alguns modelos falam com você. Ainda por cima, em francês. Bienvenu á bord".
Por ser um dos mais esportivos na época, confortável, potente, com motorização de 2.0 e 3.0 V6, de manutenção não muito cara, o modelo Laguna também foi fabricado na Argentina entre 1993 e 2003.
O Laguna deu prejuízo de quase 1.5 mil milhões, 3410 euros por unidade feita.

## Galeria
- Primeira geração (1994-01)
- Segunda geração (2000-07)
- Terceira geração (2007-2015)